# Brouchy
Brouchy é uma comuna francesa na região administrativa de Altos da França, no departamento de Somme. Estende-se por uma área de 8,07 km². Em 2010 a comuna tinha 513 habitantes (densidade: 63,6 hab./km²).